# Ryan Richards
Ryan Earl Richards (Sittingbourne, 24 aprile 1991) è un cestista britannico con cittadinanza giamaicana.

## Carriera
È stato selezionato dai San Antonio Spurs al secondo giro del Draft NBA 2010 (49ª scelta assoluta).

## Palmarès
- Campionato austriaco: 1

BC Vienna: 2013
- Coppa di Macedonia: 1

Karpoš Sokoli: 2017